# Assistència sexual
L'assistència sexual és el suport a persones amb diversitat funcional perquè puguin accedir sexualment al seu propi cos.

## Controvèrsies
Mentre que per als defensors de l'assistència sexual aquesta pràctica permet a persones amb discapacitat exercir els seus propis drets sexuals, de la mateixa manera que altres formes d'assistència els permeten viure de manera autònoma, altres postures consideren que és una forma de prostitució que, igual que qualsevol altra, és explotació i ha de ser abolida.